# День геолога

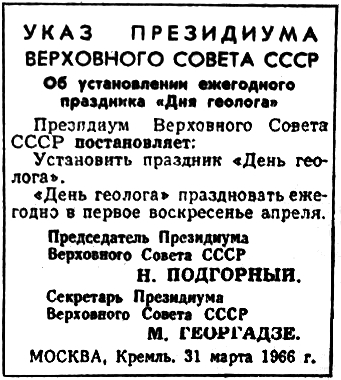
День геолога в СРСР, 1966

День гео́лога — професійне свято працівників геології, геофізики, геодезії та картографії України, професійне свято геологів колишнього СРСР. Відзначається щорічно у першу неділю квітня.

## Історія свята
День геолога припадає на першу неділю квітня. Свято виникло завдяки ініціативній групі радянських геологів, серед яких був видатний вчений А. Л. Яншин. День геолога в СРСР засновано Указом Президії Верховної Ради СРСР від 31 березня 1966 р. на відзначення заслуг радянських геологів у створенні мінерально-сировинної бази країни.
Цей день святкують люди, які цікавляться сучасними фізичними процесами, що відбуваються в надрах і на поверхні планети, чия професія пов'язана з дослідженням будови та історії нашої планети. В основному геологи вивчають гірські породи, які несуть у собі великий обсяг інформації про розвиток Землі. Саме завдяки геологам ми дізнаємося про особливості життя на Землі у минулі століття і навіть тисячоліття.
Після розпаду СРСР від Дня геолога не відмовилися, тому його і досі святкують у Росії, Україні, Білорусі та деяких інших країнах СНД. Зараз це свято вважається також професійним днем усіх людей, що працюють у сфері видобутку корисних копалин.
Свято встановлено в Україні «…на підтримку ініціативи працівників геології, геодезії та картографії України…» згідно з Указом Президента України «Про День геолога» від 7 лютого 1995 року № 110/95.